# Liolaemus poecilochromus
Espèce
Synonymes
- Liolaemus andinus poecilochromus Laurent, 1986

Statut de conservation UICN

 LC  : Préoccupation mineure
Liolaemus poecilochromus est une espèce de sauriens de la famille des Liolaemidae.

## Répartition et habitat
Cette espèce se rencontre au Chili et en Argentine dans la province de Catamarca. On la trouve entre 3600 et 4 500 m d'altitude. Elle vit dans la puna.

## Description
C'est un saurien vivipare.

## Publication originale
- Laurent, 1986 : Descripciones de nuevas Iguanidae del genero Liolaemus. Acta Zoologica Lilloana, vol. 38, no 2, p. 87-105.